# Peromyscus madrensis
Peromyscus madrensis és una espècie de mamífer rosegador de la família dels cricètids. És endèmic de les Islas Marías (Mèxic). El seu hàbitat natural són els boscos caducifolis tropicals. Està amenaçat per la competència d'espècies introduïdes a l'arxipèlag, com ara cabres domèstiques, cérvols de Virgínia i rates negres. El seu nom específic, madrensis, significa ‘de María Madre’ en llatí.